# Enciclopedia Chambers

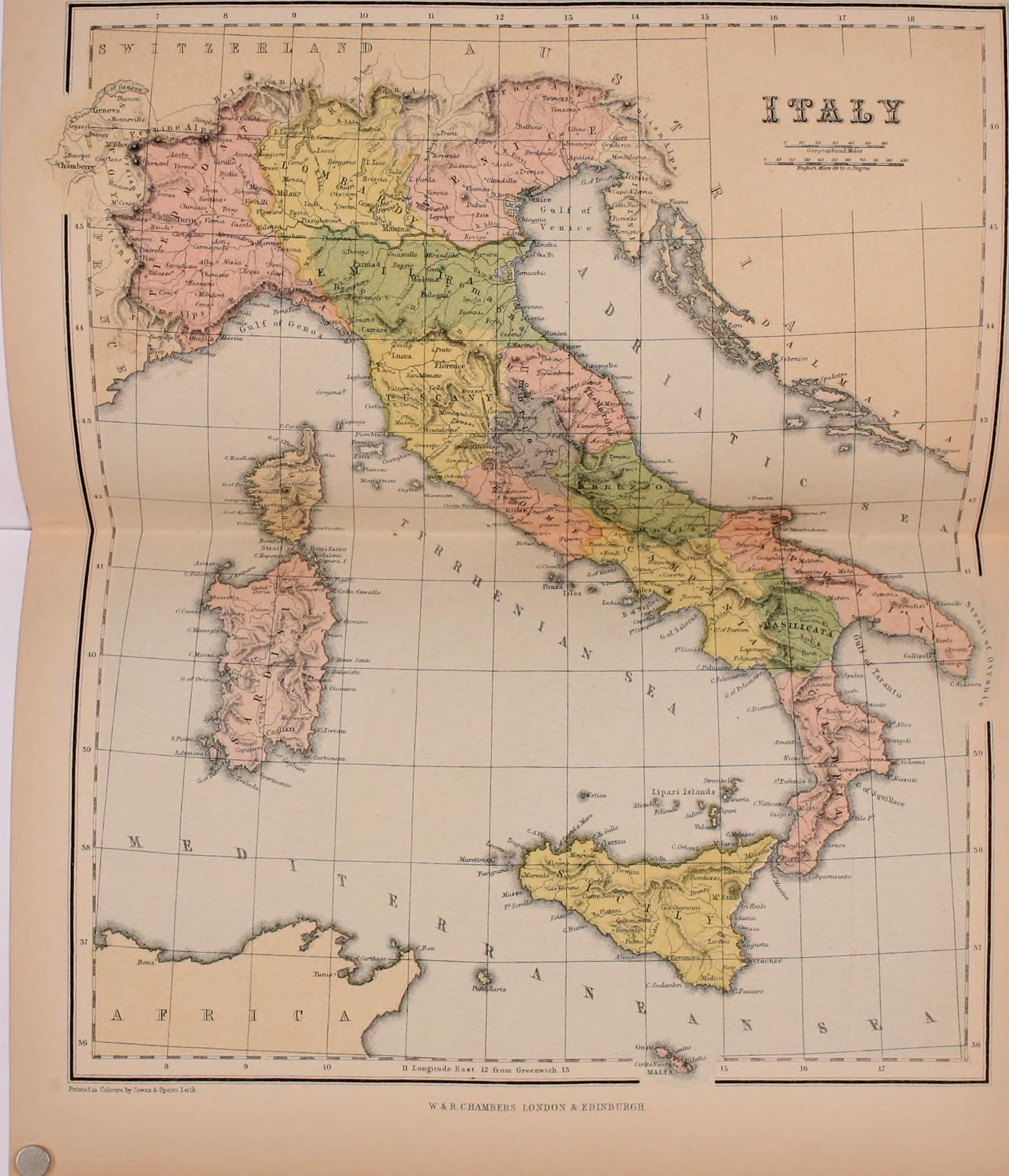
Mapa de Italia. Enciclopedia Chambers (1868)

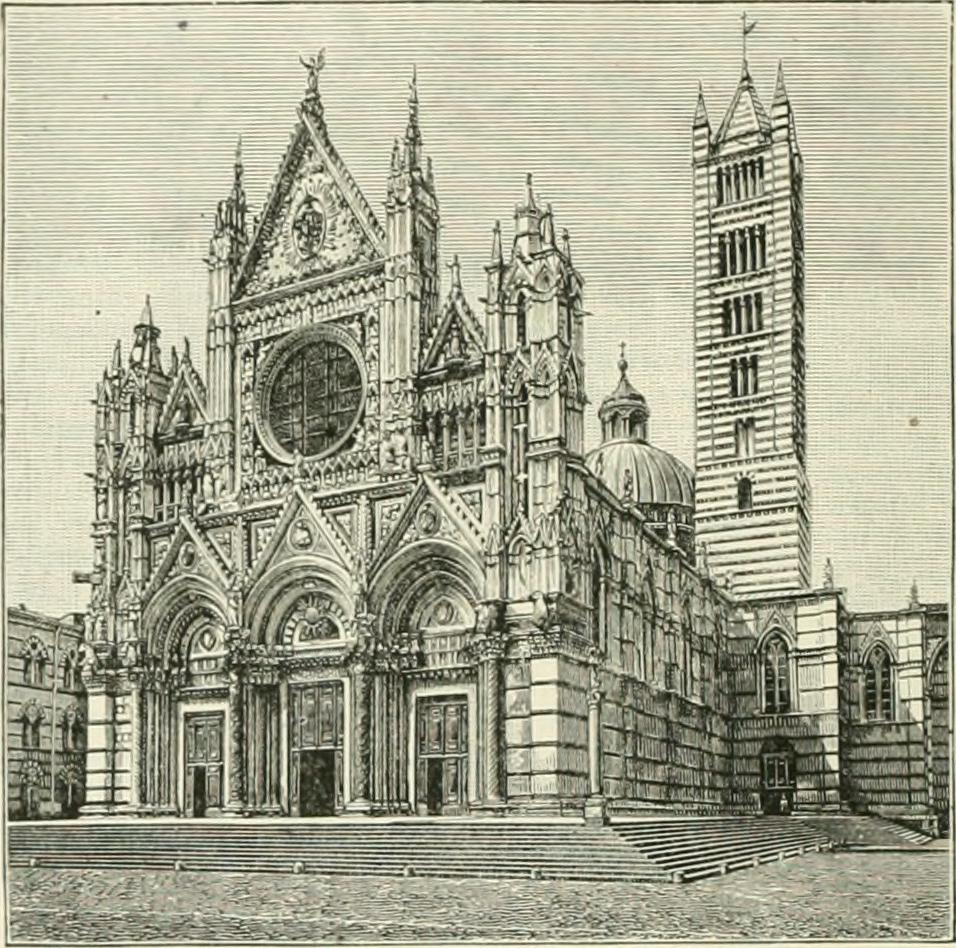
Catedral de Siena. Enciclopedia Chambers (1901)

La Enciclopedia Chambers (nombre original en inglés: Chambers's Encyclopaedia) fue una enciclopedia británica iniciada en 1859 por W. & R. Chambers de Edimburgo. Llegó a ser una de las más importantes enciclopedias en lengua inglesa de los siglos XIX y XX. Fue conocida por su exactitud y erudición, reflejados también en otros trabajos publicados por la compañía. Se publicó por última vez en 1966.

## Primera edición
La primera edición se tituló "Chambers's Encyclopaedia A Dictionary of Universal Knowledge for the People" (Enciclopedia Chambers: Un Diccionario de Conocimiento Universal para la Gente"). Estaba basada parcialmente en una traducción al inglés de la décima edición del "Konversations-Lexikon", un compendio de términos en alemán, que a su vez provenía de la Enciclopedia Brockhaus. Pero eso no evitó que para la nueva enciclopedia los editores agregaran numerosos contenidos adicionales. Andrew Findlater desempeñó el cargo de editor auxiliar, y dedicó diez años al proyecto. El trabajo apareció entre 1859 y 1868 en 520 entregas semanales a un precio de tres medios peniques cada uno, resultando un total de diez volúmenes en formato de octavilla, con 8320 páginas y más de 27.000 artículos de más de 100 autores. El décimo volumen incluía un suplemento de 409 páginas con algunos contenidos nuevos y otros actualizados. Una edición revisada apareció en 1874. El índice, que no incluía los artículos especiales, contenía aproximadamente 1500 entradas. Los artículos destacaban por su calidad, especialmente en literatura judía, folclore y ciencias aplicadas; a pesar de que, como en el Brockhaus, el alcance del trabajo no permitiera un tratamiento extendido del mismo.

## Ediciones posteriores
Una edición enteramente nueva se publicó entre 1888 y 1892 en diez volúmenes, editada por David Patrick. En esta edición, la mayoría de los artículos fueron reescritos y los artículos relacionados con asuntos de Norteamérica fueron redactados principalmente por autores estadounidenses, de forma que Lippincott publicó una edición americana en Filadelfia. Nuevas ediciones posteriores publicadas por Patrick aparecieron regularmente hasta la Primera Guerra Mundial.
Las últimas ediciones que mantuvieron el formato original en diez volúmenes se publicaron bajo la dirección editorial de William Geddie en 1923-27 y 1935.

## Edición de 1950
La Chambers moderna se publicó en 15 volúmenes en 1950. Dirigida por George Newnes, era una obra de alcance internacional, descrita por la Enciclopedia Británica como de orientación británica y conservadora en su enfoque, con colaboradores en gran parte británicos. M.D. Ley directora de Gestión, lo calificó como un trabajo completamente nuevo bajo un nombre histórico, reseñando en el prefacio de la obra que la enciclopedia "...Es principalmente una producción británica y, por lo tanto, sin duda refleja hasta cierto punto la atmósfera intelectual de la postguerra en Gran Bretaña. Esto implica la creencia en la cooperación internacional más que en el aislacionismo nacionalista, y en la libertad de expresión, y de culto, información y asociación más que en cualquier concepción totalitaria". La publicación se celebró con un almuerzo en Grocer's Hall, presidido por Sir Frank Newnes, al que asistieron más de 100 colaboradores. Se anunció que la enciclopedia, que necesitó seis años de preparación, había costado 500.000 libras. Incluía el trabajo de más de 2300 autores. Lord Jowitt, el Lord canciller, describió el esfuerzo como "prueba excepcional" de la erudición británica, mientras que la señora Ley comentó que el trabajo era la primera enciclopedia importante en ser publicada en Gran Bretaña desde la Primera Guerra Mundial.
Informes subsiguientes de la editorial Newnes confirmaron que el trabajo se convirtió en un gran éxito de ventas, con reediciones regulares que implicaron revisiones considerables del texto. En la edición de 1961, varios millones de palabras habían sido revisadas o reemplazadas y cerca de la mitad de las páginas totales habían sido repuestas o modificadas de alguna manera. La enciclopedia se consideró un logro erudito. La señora Ley, que se retiró en 1963, fue recompensada con la Orden del Imperio Británico por su trabajo.

## Edición de 1966
La edición de 1966 fue publicada por la editorial Pergamon, que había adquirido la división de libros por suscripción de George Newnes.

## Lecturas relacionadas
- Cousin, John William (1910). "Wikisource. Enlace a Chambers, Robert". A Short Biographical Dictionary of English Literature. London: J. M. Dent & Sons.